# Karsten Lucke
Karsten Lucke (Quiel, 29 de dezembro de 1974) é um político alemão do Partido Social Democrata da Alemanha. É deputado ao Parlamento Europeu desde 2022.
Lucke também é prefeito de Lautzenbrücken desde 2014.